# Mpv (software)
mpv è un lettore multimediale FOSS basato su MPlayer e mplayer2.
In questo progetto sono state rimosse grandi porzioni di codice di MPlayer e sono state introdotte nuove funzionalità e miglioramenti senza però tenere in considerazione la retrocompatibilità.
In mpv è anche stato aggiunto il supporto agli script in Lua.